# Élections législatives de 2024 dans l'Eure
Les élections législatives françaises de 2024 dans l'Eure se déroulent les 30 juin et 7 juillet 2024. Dans le département, cinq députés sont à élire dans le cadre de cinq circonscriptions, à la suite de la dissolution de l'Assemblée nationale par Emmanuel Macron.
Le choix de cette dissolution est pris après la défaite de la liste Renaissance aux élections européennes qui ont lieu le 9 juin 2024.

## Contexte

### Élections législatives de 2022
Les élections législatives de 2022 voient le Rassemblement national remporter quatre des cinq sièges à pourvoir dans le département, manquant de peu le grand chelem, une première pour ce parti dans le département avec un score de 51,24 % des voix au second tour.

La Nouvelle Union populaire écologique et sociale, alliance des partis de gauche créée pour les élections législatives, emmenée par La France insoumise, le Parti socialiste et Europe Écologie-Les Verts, remporte un siège sur cinq à pourvoir, avec un score de 10,48 % des voix au second tour.

La coalition Ensemble, menée par Renaissance (ex-LREM) et le MoDem, perd la totalité de ses sièges, soit cinq des cinq sièges à pourvoir dans le département avec un score de 38,29 % des voix au second tour.

### Élections européennes de 2024
| Circonscription | RN      | ENS     | PS - PP | LFI    | LR     |
| --------------- | ------- | ------- | ------- | ------ | ------ |
| Circonscription |         |         |         |        |        |
| 1re             | 42,69 % | 13,4 %  | 9,43 %  | 7,24 % | 6,08 % |
| 2e              | 42,26 % | 13,72 % | 10,66 % | 5,67 % | 6,28 % |
| 3e              | 44,42 % | 13,68 % | 9,81 %  | 4,34 % | 6,29 % |
| 4e              | 41,19 % | 12,54 % | 12,28 % | 8,11 % | 5,5 %  |
| 5e              | 42,75 % | 12,9 %  | 9,8 %   | 6,98 % | 6,57 % |

## Système électoral
Les élections législatives ont lieu au scrutin uninominal majoritaire à deux tours dans des circonscriptions uninominales.
Est élu au premier tour le candidat qui réunit la majorité absolue des suffrages exprimés et un nombre de voix au moins égal au quart des électeurs inscrits dans la circonscription, soit 25 %. Si aucun des candidats ne satisfait ces conditions, un second tour est organisé entre les candidats ayant réuni un nombre de voix au moins égal à un huitième des inscrits, soit 12,5 %. Les deux candidats arrivés en tête du 1er tour se maintiennent néanmoins par défaut si un seul ou aucun d'entre eux n'a atteint ce seuil. Au second tour, le candidat arrivé en tête est déclaré élu,.
Le seuil de qualification basé sur un pourcentage du total des inscrits et non des suffrages exprimés rend plus difficile l'accès au second tour lorsque l'abstention est élevée. Le système permet en revanche l'accès au second tour de plus de deux candidats si plusieurs d'entre eux franchissent le seuil de 12,5 % des inscrits. Les candidats en lice au second tour peuvent ainsi être trois, un cas de figure appelé « triangulaire ». Les second tours où s'affrontent quatre candidats, appelés « quadrangulaire » sont également possibles, mais beaucoup plus rares,.

### Partis et nuances
Les résultats des élections sont publiés en France par le ministère de l'Intérieur, qui classe les partis en leur attribuant des nuances politiques. Ces dernières sont décidées par les préfets, qui les attribuent indifféremment de l'étiquette politique déclarée par les candidats, qui peut être celle d'un parti ou une candidature sans étiquette.
Seuls le Parti communiste français (COM), La France insoumise (FI), le Parti socialiste (SOC), le Parti radical de gauche (RDG), Les Écologistes (VEC), Renaissance (RE), le Mouvement démocrate (MDM), Horizons (HOR), l'Union des démocrates et indépendants (UDI), Les Républicains (LR), le Rassemblement national (RN) et Reconquête (REC) se voient attribuer en 2024 des nuances propres. Les coalitions Ensemble et Nouveau front populaire, ainsi que les candidats de l'alliance LR-Ciotti-RN, en bénéficient également indirectement, les nuances Ensemble ! (Majorité présidentielle) (ENS), Union de la gauche (UG) et Union de l'extrême-droite (UXD) étant attribuables aux candidats bénéficiant respectivement du soutien de deux partis du centre, de deux partis de gauche ou de deux partis d'extrême-droite,.
Tous les autres partis se voient attribuer l'une ou l'autre des nuances suivantes : EXG (extrême gauche), DVG (divers gauche), ECO (écologiste), REG (régionaliste), DVC (divers centre), DVD (divers droite), DSV (droite souverainiste) et EXD (extrême droite). Des partis comme Debout la France ou Lutte ouvrière ne disposent ainsi pas de nuances propres, et leurs résultats nationaux ne sont pas publiés séparément par le ministère, car mélangés avec d'autres partis (respectivement dans les nuances DSV et EXG).

## Résultats

### Élus
| Circonscription | Député sortant      | Parti | Parti | Groupe | Député élu ou réélu | Parti | Parti | Groupe |
| --------------- | ------------------- | ----- | ----- | ------ | ------------------- | ----- | ----- | ------ |
| 1re             | Christine Loir      |       | RN    | RN     | Christine Loir      |       | RN    | RN     |
| 2e              | Katiana Levavasseur |       | RN    | RN     | Katiana Levavasseur |       | RN    | RN     |
| 3e              | Kévin Mauvieux      |       | RN    | RN     | Kévin Mauvieux      |       | RN    | RN     |
| 4e              | Philippe Brun       |       | PS    | SOC    | Philippe Brun       |       | PS    | SOC    |
| 5e              | Timothée Houssin    |       | RN    | RN     | Timothée Houssin    |       | RN    | RN     |

### Taux de participation
| Taux de participation | 1er tour | 1er tour | 1er tour   | 2d tour | 2d tour | 2d tour    | Différence entre les deux tours |
| Taux de participation | En 2022  | En 2024  | Différence | En 2022 | En 2024 | Différence | Différence entre les deux tours |
| --------------------- | -------- | -------- | ---------- | ------- | ------- | ---------- | ------------------------------- |
| À midi                | 16,40 %  | 26,46 %  | 10,06      | 16,77 % | 27,88 % | 11,11      | 1,42                            |
| À 17 heures           | 40,23 %  | 59,63 %  | 19,4       | 41,52 % | 58,03 % | 16,51      | 1,6                             |
| Final                 | 48,94 %  | 67,40 %  | 18,46      | 47,76 % | 67,45 % | 19,69      | 0,05                            |

### Résultats à l'échelle du département

#### Résultats par coalition
| Parti et coalition                          | Parti et coalition                          | Parti et coalition                     | Premier tour | Premier tour | Premier tour | Second tour   | Second tour   | Second tour | Total Sièges  | +/-           |  |
| Parti et coalition                          | Parti et coalition                          | Parti et coalition                     | Voix         | %            | Sièges       | Voix          | %             | Sièges      | Total Sièges  | +/-           |  |
| ------------------------------------------- | ------------------------------------------- | -------------------------------------- | ------------ | ------------ | ------------ | ------------- | ------------- | ----------- | ------------- | ------------- |  |
|                                             | Rassemblement national (RN)                 | Rassemblement national (RN)            | 129 111      | 45,14        | 0            | 144 039       | 51,92         | 4           | 4             | en stagnation |  |
|                                             |                                             | Parti socialiste (PS)                  | 44 320       | 15,50        | 0            | 54 493        | 19,64         | 1           | 1             | en stagnation |  |
|                                             | Les Écologistes (LÉ)                        | 12 506                                 | 4,37         | 0            | Retrait      | Retrait       | Retrait       | 0           | en stagnation |               |  |
|                                             | La France insoumise (LFI)                   | 9 147                                  | 3,20         | 0            |              |               |               | 0           | en stagnation |               |  |
| Total Nouveau Front populaire (NFP)         | Total Nouveau Front populaire (NFP)         | 65 973                                 | 23,07        | 0            | 54 493       | 19,64         | 1             | 1           | en stagnation |               |  |
|                                             |                                             | Renaissance (RE)                       | 28 075       | 9,82         | 0            | 50 875        | 18,34         | 0           | 0             | en stagnation |  |
|                                             | Horizons (HOR)                              | 23 558                                 | 8,24         | 0            | 28 033       | 10,10         | 0             | 0           | Nv            |               |  |
|                                             | Mouvement démocrate (MoDem)                 | 10 767                                 | 3,76         | 0            |              |               |               | 0           | Nv            |               |  |
| Total Ensemble pour la République (ENS)     | Total Ensemble pour la République (ENS)     | 62 400                                 | 21,82        | 0            | 78 908       | 28,44         | 0             | 0           | en stagnation |               |  |
|                                             |                                             | Les Républicains (LR)                  | 9 435        | 3,30         | 0            |               |               |             | 0             | en stagnation |  |
|                                             | Les Centristes - Le Nouveau Centre (LC)     | 9 127                                  | 3,19         | 0            | 0            | en stagnation |               |             |               |               |  |
| Total Union de la droite et du centre (UDC) | Total Union de la droite et du centre (UDC) | 18 562                                 | 6,49         | 0            | 0            | en stagnation |               |             |               |               |  |
|                                             | Lutte ouvrière (LO)                         | Lutte ouvrière (LO)                    | 3 950        | 1,38         | 0            | 0             | en stagnation |             |               |               |  |
|                                             | Reconquête (REC)                            | Reconquête (REC)                       | 2 651        | 0,93         | 0            | 0             | en stagnation |             |               |               |  |
|                                             | Dissidents Ensemble pour la République      | Dissidents Ensemble pour la République | 1 900        | 0,66         | 0            | 0             | Nv            |             |               |               |  |
|                                             | Debout la France (DLF)                      | Debout la France (DLF)                 | 2            | 0,00         | 0            | 0             | en stagnation |             |               |               |  |
|                                             | Sans étiquette (SE)                         | Sans étiquette (SE)                    | 1 428        | 0,50         | 0            | 0             | en stagnation |             |               |               |  |
|                                             |                                             |                                        |              |              |              |               |               |             |               |               |  |
| Suffrages exprimés                          | Suffrages exprimés                          | Suffrages exprimés                     | 285 976      | 97,44        |              | 277 440       | 94,45         |             |               |               |  |
| Votes blancs                                | Votes blancs                                | Votes blancs                           | 5 610        | 1,91         | 12 776       | 4,35          |               |             |               |               |  |
| Votes nuls                                  | Votes nuls                                  | Votes nuls                             | 1 900        | 0,65         | 3 521        | 1,20          |               |             |               |               |  |
| Total                                       | Total                                       | Total                                  | 293 486      | 100          | 0            | 293 737       | 100           | 5           | 5             | en stagnation |  |
| Abstentions                                 | Abstentions                                 | Abstentions                            | 141 964      | 32,60        |              | 141 761       | 32,55         |             |               |               |  |
| Inscrits/Participation                      | Inscrits/Participation                      | Inscrits/Participation                 | 435 450      | 67,40        | 435 498      | 67,45         |               |             |               |               |  |

#### Résultats par nuances
| Nuance                 | Nuance                        | Nuance                 | Premier tour | Premier tour | Premier tour | Second tour | Second tour   | Second tour | Total Sièges | +/-           |  |
| Nuance                 | Nuance                        | Nuance                 | Voix         | %            | Sièges       | Voix        | %             | Sièges      | Total Sièges | +/-           |  |
| ---------------------- | ----------------------------- | ---------------------- | ------------ | ------------ | ------------ | ----------- | ------------- | ----------- | ------------ | ------------- |  |
|                        | Rassemblement national        | RN                     | 129 111      | 45,15        | 0            | 144 039     | 51,92         | 4           | 4            | en stagnation |  |
|                        | Union de la gauche            | UG                     | 65 973       | 23,07        | 0            | 54 493      | 19,64         | 1           | 1            | en stagnation |  |
|                        | Ensemble pour la République ! | ENS                    | 62 400       | 21,82        | 0            | 78 908      | 28,44         | 0           | 0            | en stagnation |  |
|                        | Divers centre                 | DVC                    | 9 369        | 3,28         | 0            |             |               |             | 0            | Nv            |  |
|                        | Divers droite                 | DVD                    | 8 773        | 3,07         | 0            | 0           | en stagnation |             |              |               |  |
|                        | Extrême gauche                | EXG                    | 3 950        | 1,38         | 0            | 0           | en stagnation |             |              |               |  |
|                        | Les Républicains              | LR                     | 3 233        | 1,13         | 0            | 0           | en stagnation |             |              |               |  |
|                        | Reconquête                    | REC                    | 2 651        | 0,93         | 0            | 0           | en stagnation |             |              |               |  |
|                        | Divers                        | DIV                    | 517          | 0,18         | 0            | 0           | en stagnation |             |              |               |  |
|                        |                               |                        |              |              |              |             |               |             |              |               |  |
| Suffrages exprimés     | Suffrages exprimés            | Suffrages exprimés     | 285 976      | 97,44        |              | 277 440     | 94,45         |             |              |               |  |
| Votes blancs           | Votes blancs                  | Votes blancs           | 5 610        | 1,91         | 12 776       | 4,35        |               |             |              |               |  |
| Votes nuls             | Votes nuls                    | Votes nuls             | 1 900        | 0,65         | 3 521        | 1,20        |               |             |              |               |  |
| Total                  | Total                         | Total                  | 293 486      | 100          | 0            | 293 737     | 100           | 5           | 5            | en stagnation |  |
| Abstentions            | Abstentions                   | Abstentions            | 141 964      | 32,60        |              | 141 761     | 32,55         |             |              |               |  |
| Inscrits/Participation | Inscrits/Participation        | Inscrits/Participation | 435 450      | 67,40        | 435 498      | 67,45       |               |             |              |               |  |

### Résultats par circonscription

#### Première circonscription
Députée sortante : Christine Loir (Rassemblement national).
| Candidat                 | Candidat                 | Parti et coalition       | Nuance                   | Premier tour | Premier tour | Second tour | Second tour |
| Candidat                 | Candidat                 | Parti et coalition       | Nuance                   | Voix         | %            | Voix        | %           |
| ------------------------ | ------------------------ | ------------------------ | ------------------------ | ------------ | ------------ | ----------- | ----------- |
|                          | Christine Loir           | RN                       | RN                       | 25 853       | 46,54        | 27 891      | 50,83       |
|                          | Julien Canin             | RE (ENS)                 | ENS                      | 15 837       | 28,51        | 26 984      | 49,17       |
|                          | Christine Le Bonté       | PS (NFP)                 | UG                       | 11 991       | 21,58        | Retrait     | Retrait     |
|                          | Anne Ducamp              | LO                       | EXG                      | 1 009        | 1,82         |             |             |
|                          | Jacques Thalmann         | REC                      | REC                      | 866          | 1,56         |             |             |
|                          |                          |                          |                          |              |              |             |             |
| Votes valides            | Votes valides            | Votes valides            | Votes valides            | 55 556       | 97,04        | 54 875      | 95,51       |
| Votes blancs             | Votes blancs             | Votes blancs             | Votes blancs             | 1 220        | 2,13         | 2 010       | 3,50        |
| Votes nuls               | Votes nuls               | Votes nuls               | Votes nuls               | 473          | 0,83         | 568         | 0,99        |
| Total                    | Total                    | Total                    | Total                    | 57 249       | 100          | 57 453      | 100         |
| Abstention               | Abstention               | Abstention               | Abstention               | 30 142       | 34,49        | 29 953      | 34,27       |
| Inscrits / participation | Inscrits / participation | Inscrits / participation | Inscrits / participation | 87 391       | 65,51        | 87 406      | 65,73       |

#### Deuxième circonscription
Députée sortante : Katiana Levavasseur (Rassemblement national).
| Candidat                 | Candidat                 | Parti et coalition       | Nuance                   | Premier tour | Premier tour | Second tour | Second tour |
| Candidat                 | Candidat                 | Parti et coalition       | Nuance                   | Voix         | %            | Voix        | %           |
| ------------------------ | ------------------------ | ------------------------ | ------------------------ | ------------ | ------------ | ----------- | ----------- |
|                          | Katiana Levavasseur      | RN                       | RN                       | 22 952       | 43,61        | 26 898      | 54,36       |
|                          | Timour Veyri             | PS (NFP)                 | UG                       | 11 185       | 21,25        | 22 579      | 45,64       |
|                          | Isabelle Collin          | HOR (ENS)                | ENS                      | 9 225        | 17,53        |             |             |
|                          | Stéphanie Auger          | LR (UDC)                 | DVD                      | 6 202        | 11,78        |             |             |
|                          | Édouard Baude            | HOR diss.                | DVD                      | 1 658        | 3,15         |             |             |
|                          | Mélanie Peyraud          | LO                       | EXG                      | 614          | 1,17         |             |             |
|                          | Laurence Brély           | REC                      | REC                      | 558          | 1,06         |             |             |
|                          | Laure-Anne Godard        | RE diss.                 | DVC                      | 242          | 0,46         |             |             |
|                          |                          |                          |                          |              |              |             |             |
| Votes valides            | Votes valides            | Votes valides            | Votes valides            | 52 636       | 97,35        | 49 477      | 91,92       |
| Votes blancs             | Votes blancs             | Votes blancs             | Votes blancs             | 1 095        | 2,03         | 3 458       | 6,42        |
| Votes nuls               | Votes nuls               | Votes nuls               | Votes nuls               | 338          | 0,63         | 890         | 1,65        |
| Total                    | Total                    | Total                    | Total                    | 54 069       | 100          | 53 825      | 100         |
| Abstention               | Abstention               | Abstention               | Abstention               | 25 043       | 31,66        | 25 300      | 31,97       |
| Inscrits / participation | Inscrits / participation | Inscrits / participation | Inscrits / participation | 79 112       | 68,34        | 79 125      | 68,03       |

#### Troisième circonscription
Député sortant : Kévin Mauvieux (Rassemblement national).
| Candidat                 | Candidat                  | Parti et coalition       | Nuance                   | Premier tour | Premier tour | Second tour | Second tour |
| Candidat                 | Candidat                  | Parti et coalition       | Nuance                   | Voix         | %            | Voix        | %           |
| ------------------------ | ------------------------- | ------------------------ | ------------------------ | ------------ | ------------ | ----------- | ----------- |
|                          | Kévin Mauvieux            | RN                       | RN                       | 28 012       | 48,88        | 31 417      | 56,80       |
|                          | Marie Tamarelle-Verhaeghe | RE (ENS)                 | ENS                      | 12 238       | 21,35        | 23 891      | 43,20       |
|                          | Jean-Christophe Turpin    | LFI (NFP)                | UG                       | 9 147        | 15,96        |             |             |
|                          | Thomas Elexhauser         | LC (UDC)                 | DVC                      | 6 259        | 10,92        |             |             |
|                          | Marie-Noëlle Huard        | LO                       | EXG                      | 963          | 1,68         |             |             |
|                          | Didier Daric              | REC                      | REC                      | 691          | 1,21         |             |             |
|                          |                           |                          |                          |              |              |             |             |
| Votes valides            | Votes valides             | Votes valides            | Votes valides            | 57 310       | 97,36        | 55 308      | 94,16       |
| Votes blancs             | Votes blancs              | Votes blancs             | Votes blancs             | 1 170        | 1,99         | 2 647       | 4,51        |
| Votes nuls               | Votes nuls                | Votes nuls               | Votes nuls               | 383          | 0,65         | 784         | 1,33        |
| Total                    | Total                     | Total                    | Total                    | 58 863       | 100          | 58 739      | 100         |
| Abstention               | Abstention                | Abstention               | Abstention               | 26 772       | 31,26        | 26 914      | 31,42       |
| Inscrits / participation | Inscrits / participation  | Inscrits / participation | Inscrits / participation | 85 635       | 68,74        | 85 653      | 68,58       |

#### Quatrième circonscription
Député sortant : Philippe Brun (Parti socialiste).
| Candidat                 | Candidat                 | Parti et coalition       | Nuance                   | Premier tour | Premier tour | Second tour | Second tour |
| Candidat                 | Candidat                 | Parti et coalition       | Nuance                   | Voix         | %            | Voix        | %           |
| ------------------------ | ------------------------ | ------------------------ | ------------------------ | ------------ | ------------ | ----------- | ----------- |
|                          | Patrice Pauper           | RN                       | RN                       | 25 691       | 41,64        | 28 495      | 47,17       |
|                          | Philippe Brun            | PS (NFP)                 | UG                       | 21 144       | 34,27        | 31 914      | 52,83       |
|                          | Anne Terlez              | MoDem (ENS)              | ENS                      | 10 767       | 17,45        |             |             |
|                          | Olivier Istin            | LC (UDC)                 | DVC                      | 2 868        | 4,65         |             |             |
|                          | Christophe Solal         | LO                       | EXG                      | 693          | 1,12         |             |             |
|                          | Stacy Blondel            | REC                      | REC                      | 536          | 0,87         |             |             |
|                          |                          |                          |                          |              |              |             |             |
| Votes valides            | Votes valides            | Votes valides            | Votes valides            | 61 698       | 97,76        | 60 409      | 95,01       |
| Votes blancs             | Votes blancs             | Votes blancs             | Votes blancs             | 1 065        | 1,69         | 2 516       | 3,96        |
| Votes nuls               | Votes nuls               | Votes nuls               | Votes nuls               | 349          | 0,55         | 654         | 1,03        |
| Total                    | Total                    | Total                    | Total                    | 63 112       | 100          | 63 579      | 100         |
| Abstention               | Abstention               | Abstention               | Abstention               | 30 390       | 32,50        | 29 909      | 31,99       |
| Inscrits / participation | Inscrits / participation | Inscrits / participation | Inscrits / participation | 93 502       | 67,50        | 93 488      | 68,01       |

Dans le bureau Bourg de la commune de La Haye-Malherbe au 1er tour, 645 bulletins valides ont été dépouillés contre 644 suffrages exprimés,. L'un des candidats ci-dessus a donc obtenu en réalité une voix de moins par rapport aux résultats officiels, sans que l'on puisse identifier lequel.

#### Cinquième circonscription
Député sortant : Timothée Houssin (Rassemblement national).
| Candidat                 | Candidat                 | Parti et coalition       | Nuance                   | Premier tour | Premier tour | Second tour | Second tour |
| Candidat                 | Candidat                 | Parti et coalition       | Nuance                   | Voix         | %            | Voix        | %           |
| ------------------------ | ------------------------ | ------------------------ | ------------------------ | ------------ | ------------ | ----------- | ----------- |
|                          | Timothée Houssin         | RN                       | RN                       | 26 603       | 45,26        | 29 338      | 51,14       |
|                          | Frédéric Duché           | HOR (ENS)                | ENS                      | 14 333       | 24,39        | 28 033      | 48,86       |
|                          | Pierre-Yves Jourdain     | LÉ (NFP)                 | UG                       | 12 506       | 21,28        | Retrait     | Retrait     |
|                          | David Daverton           | LR (UDC)                 | LR                       | 3 233        | 5,50         |             |             |
|                          | Christian Mazure         | SE                       | DVD                      | 911          | 1,55         |             |             |
|                          | Delphine Blitman         | LO                       | EXG                      | 671          | 1,14         |             |             |
|                          | Ludovic Beaujouan        | SE                       | DIV                      | 517          | 0,88         |             |             |
|                          | Colin Prévoteau du Clary | DLF                      | DVD                      | 2            | 0,00         |             |             |
|                          |                          |                          |                          |              |              |             |             |
| Votes valides            | Votes valides            | Votes valides            | Votes valides            | 58 776       | 97,65        | 57 371      | 95,39       |
| Votes blancs             | Votes blancs             | Votes blancs             | Votes blancs             | 1 060        | 1,76         | 2 145       | 3,57        |
| Votes nuls               | Votes nuls               | Votes nuls               | Votes nuls               | 357          | 0,59         | 625         | 1,04        |
| Total                    | Total                    | Total                    | Total                    | 60 193       | 100          | 60 141      | 100         |
| Abstention               | Abstention               | Abstention               | Abstention               | 29 617       | 32,98        | 29 685      | 33,05       |
| Inscrits / participation | Inscrits / participation | Inscrits / participation | Inscrits / participation | 89 810       | 67,02        | 89 826      | 66,95       |